# جورج بوشيكيان
جورج بوشيكيان (10 مايو 1965 -) سياسي لبناني، يشغل منصب وزير الصناعة في حكومة نجيب ميقاتي الثالثة منذ سبتمبر 2021.